# Kraftwerk Abwinden-Asten
Das Kraftwerk Abwinden-Asten ist ein Laufkraftwerk in der Donau zwischen den oberösterreichischen Orten Abwinden (Gemeinde Luftenberg) und Asten (östlich von Linz und westlich von Enns). Es gehört zu den österreichischen Donaukraftwerken und wurde von 1976 bis 1979 errichtet.

## Technische Beschreibung
Die Anlage hat fünf Wehrfelder mit je einer lichten Weite von 24 m und zwei Schleusen (je 230 × 24 m). Die Staulänge des Flusses beträgt rund 27 km und das Stauziel liegt bei Flusskilometer 2119,45 auf einer Höhe von 251 m ü. A.
Neun Maschinensätze im Maschinenhaus, welches am rechten, südlichem Donauufer errichtet wurde, liefern elektrischen Strom in das öffentliche Stromnetz. Das Regelarbeitsvermögen beträgt jährlich 995 Mio. kWh.
Jeder dieser Maschinensätze besteht aus einer Kaplan-Rohrturbine mit je einem direkt gekoppelten Drehstromgenerator.
Die Kaplan-Rohrturbinen haben je eine Nennleistung zwischen 19.100 und 19.900 kW, sowie einen Nenndurchfluss von je 264 m³/s. Die Laufraddurchmesser sind 5,7 m und die Nenndrehzahl 93,75/min. Die mittlere Rohfallhöhe beträgt 9,3 m.

## Ökologie und Ökonomie
Das Kraftwerk wurde in Niedrigbauweise errichtet. Am rechten Stauufer in  Linz entwickelte sich ein Kultur- und Freizeitbereich.
Durch die Rückstaudämme am Donauufer und längs der Traun, die südlich in den Staubereich der Donau einmündet, wurde der Linzer Bereich hochwasserfrei. Weiters wurde der Hafen Linz durch den Aufstau auch bei Niederwasser voll schiffbar.
Die 9,3 m hohe Staustufe wurde 40 Jahre lang ohne Fischwanderhilfe betrieben.
Im Jänner 2019 begannen im Rahmen von LIFE Netzwerk Donau die Bauarbeiten für einen über 5 Kilometer langen rechts liegenden Umgehungsarm des Donaukraftwerk mit geplanten Kosten von 5,6 Mio. €. Seit Mai 2020 ist die Fischwanderhilfe des Donaukraftwerks Abwinden-Asten als naturnaher Umgehungsarm in Betrieb. Gespeist ("doriert") wird der Arm etwa 3 km oberhalb des Stauwerks am rechten Ufer des Donau Staus. Er verläuft dann nahe dem Donauufer und lässt Ausee und Entensee rechts liegen, durch Kurven nähert sich der Arm dem Bach Mitterwasser an, kommuniziert mit ihm und gelangt über eine Schleife nach links ans linke Ufer der Donau, etwa 1 km unter dem Kraftwerk. Hier fließt das Wasser des Arms aus und können Fische zur Wanderung flussaufwärts einsteigen.

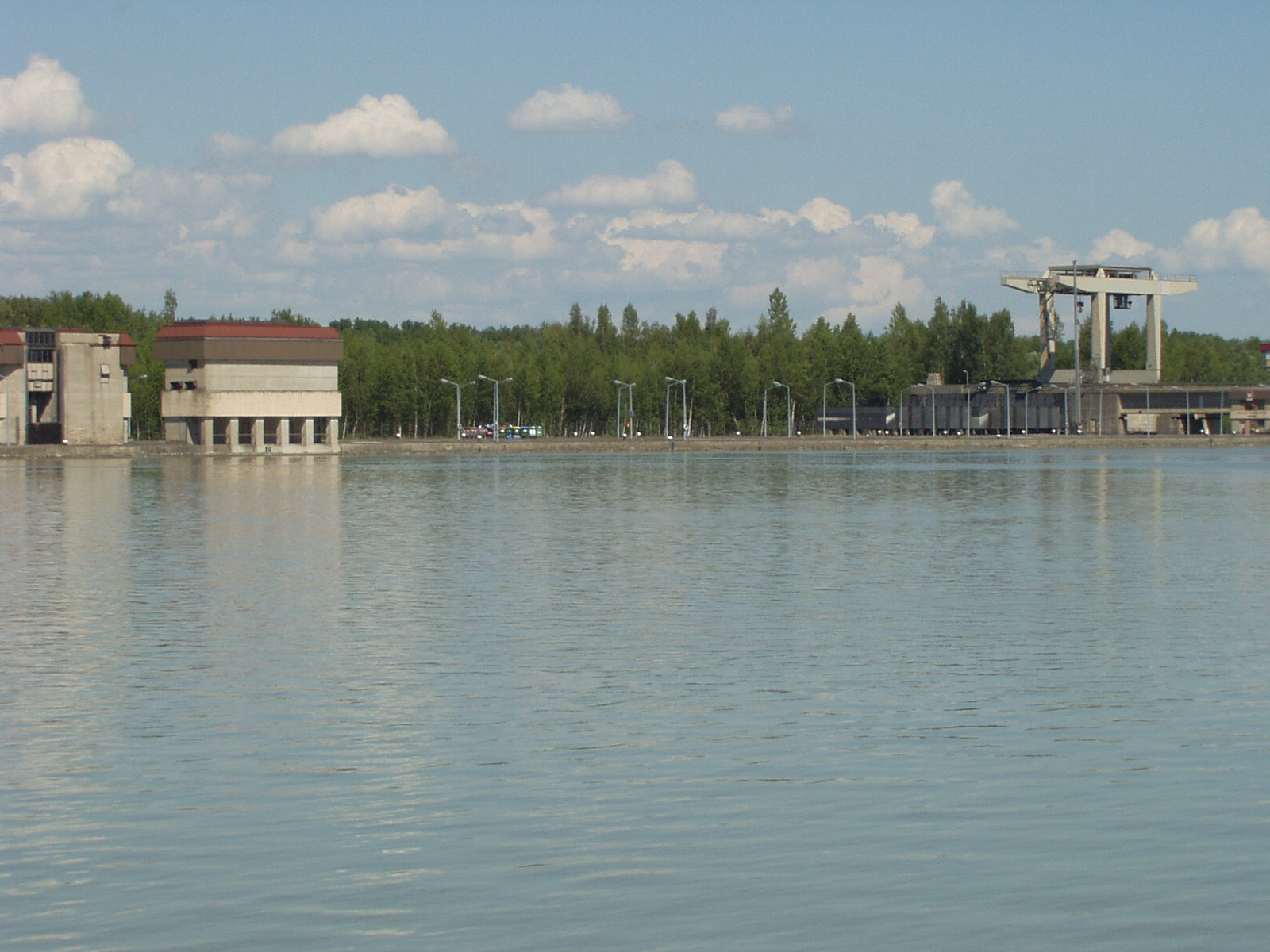
Kraftwerk Abwinden-Asten
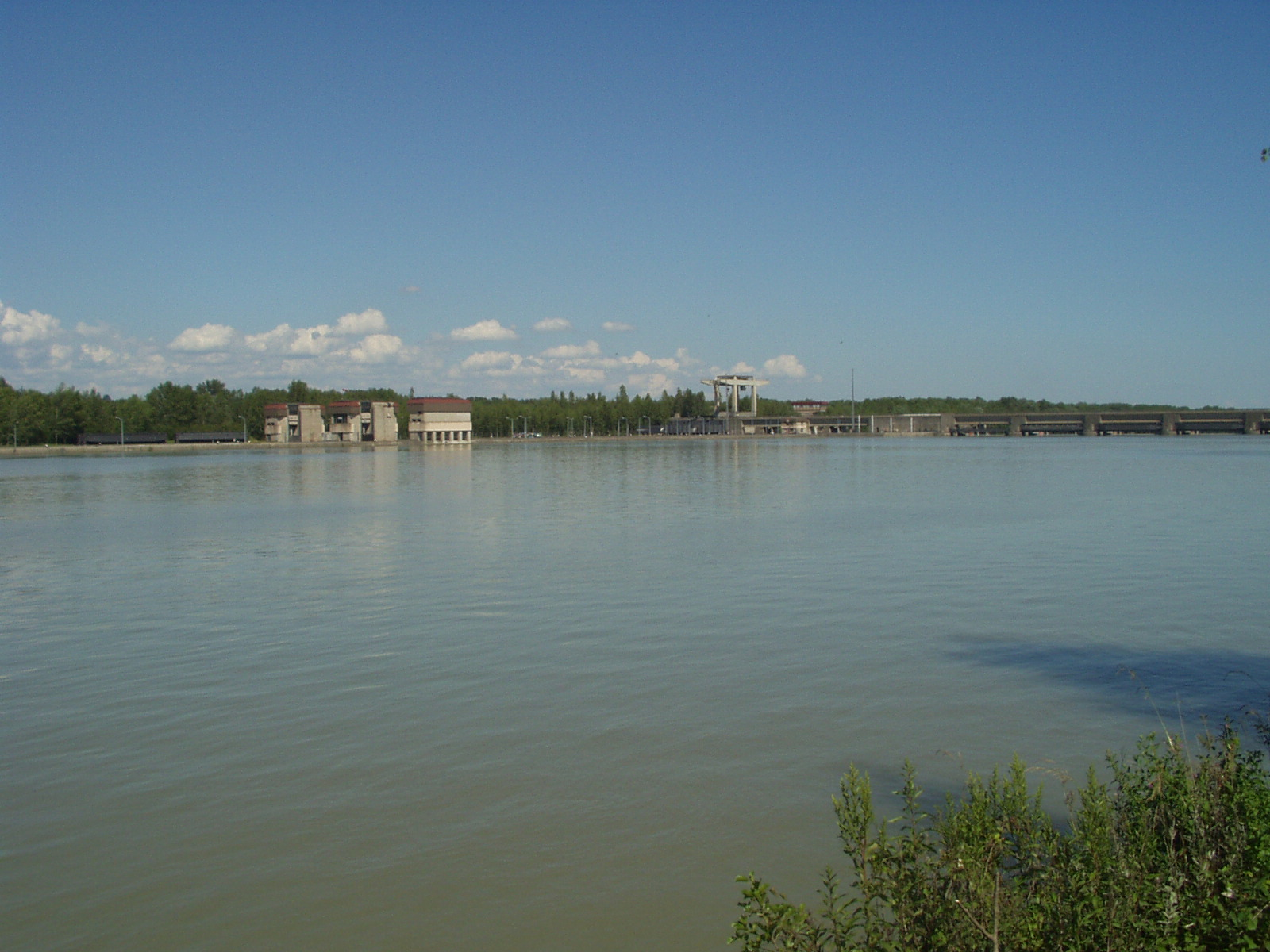
Kraftwerk Abwinden-Asten
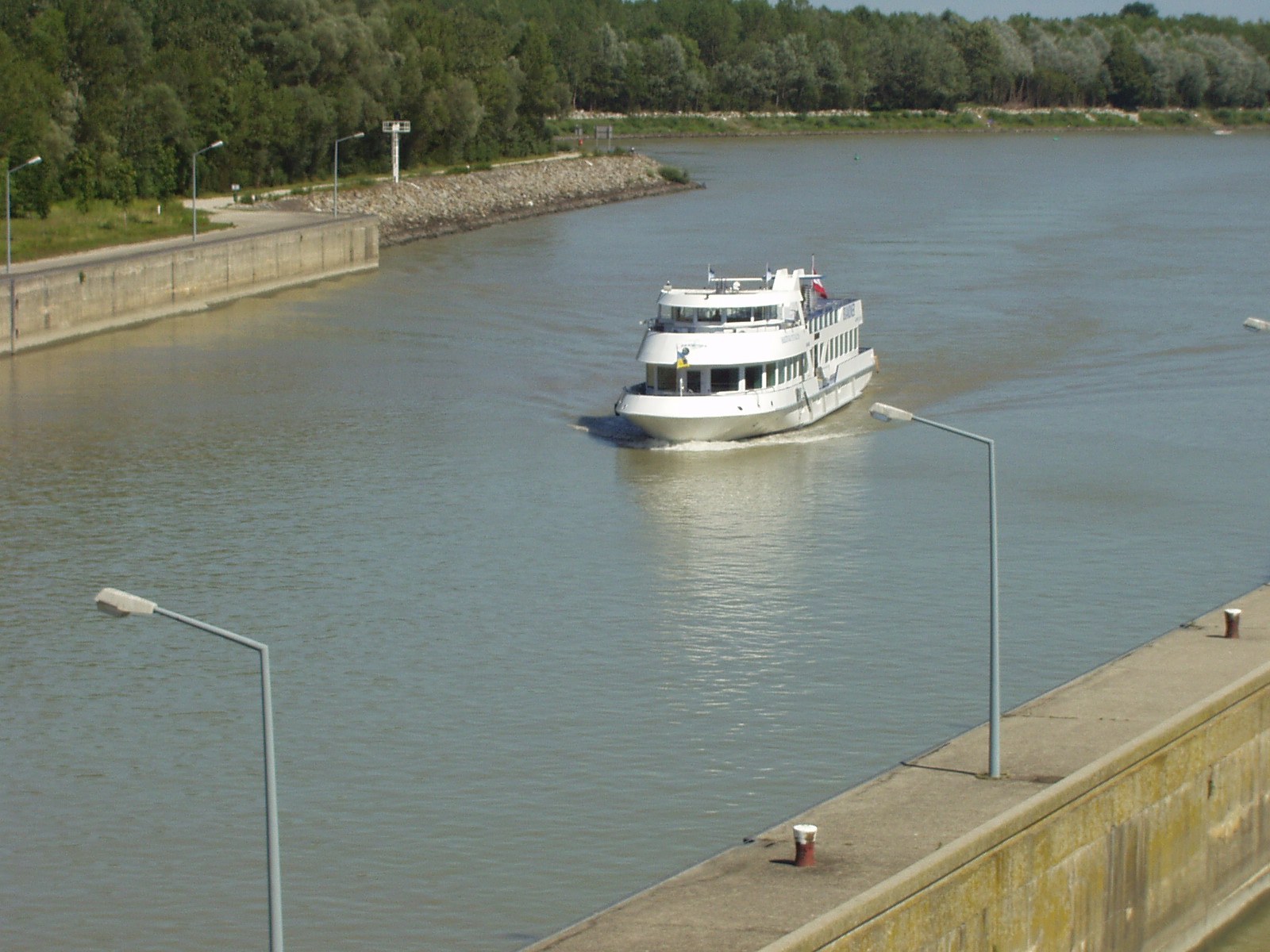
Passagierschiff in der Schleuseneinfahrt
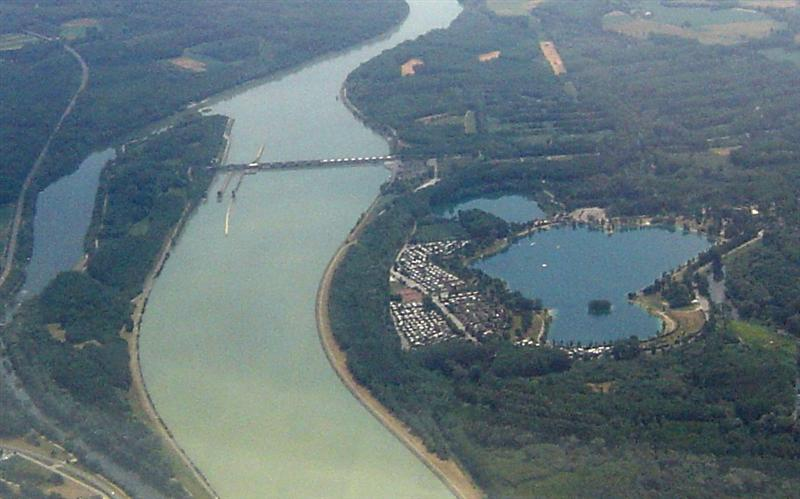
Luftaufnahme Ausee und Kraftwerk Abwinden Asten

## Verkehr
Über das Kraftwerk führt eine einspurige Straße, die von Fußgängern und Radfahrern genutzt werden darf. Motorisierter Privatverkehr ist nicht zugelassen.